# 金腺莸
金腺莸（学名：Schnabelia aureoglandulosa）为马鞭草科四棱草属下的一个种。

## 扩展阅读
- 維基物種上的相關：金腺莸